# Больм (футбольный клуб)
ФК Больм (фр. FC Baulmes) — швейцарский футбольный клуб из коммуны Больм в швейцарском кантоне Во. Образован в 1940 году. В настоящее время выступает в Региональной лиге, шестой лиге в футбольной системе Швейцарии. Домашним стадионом команды служит Су-Виль, вмещающий 2 500 человек. 
С 2004 по 2007 год клуб выступал в Челлендж-лиге, второй по уровню лиге Швейцарии.

## Известные игроки
- Рейнальд Педрос (2007-2009 гг.)